# Вюрен
Вюрен (нід. Vuren) — село в нідерландській провінції Гелдерланд. Входить до муніципалітету Вест-Бетюве.
До 1986 року мало статус окремого муніципалітету.

## Галерея

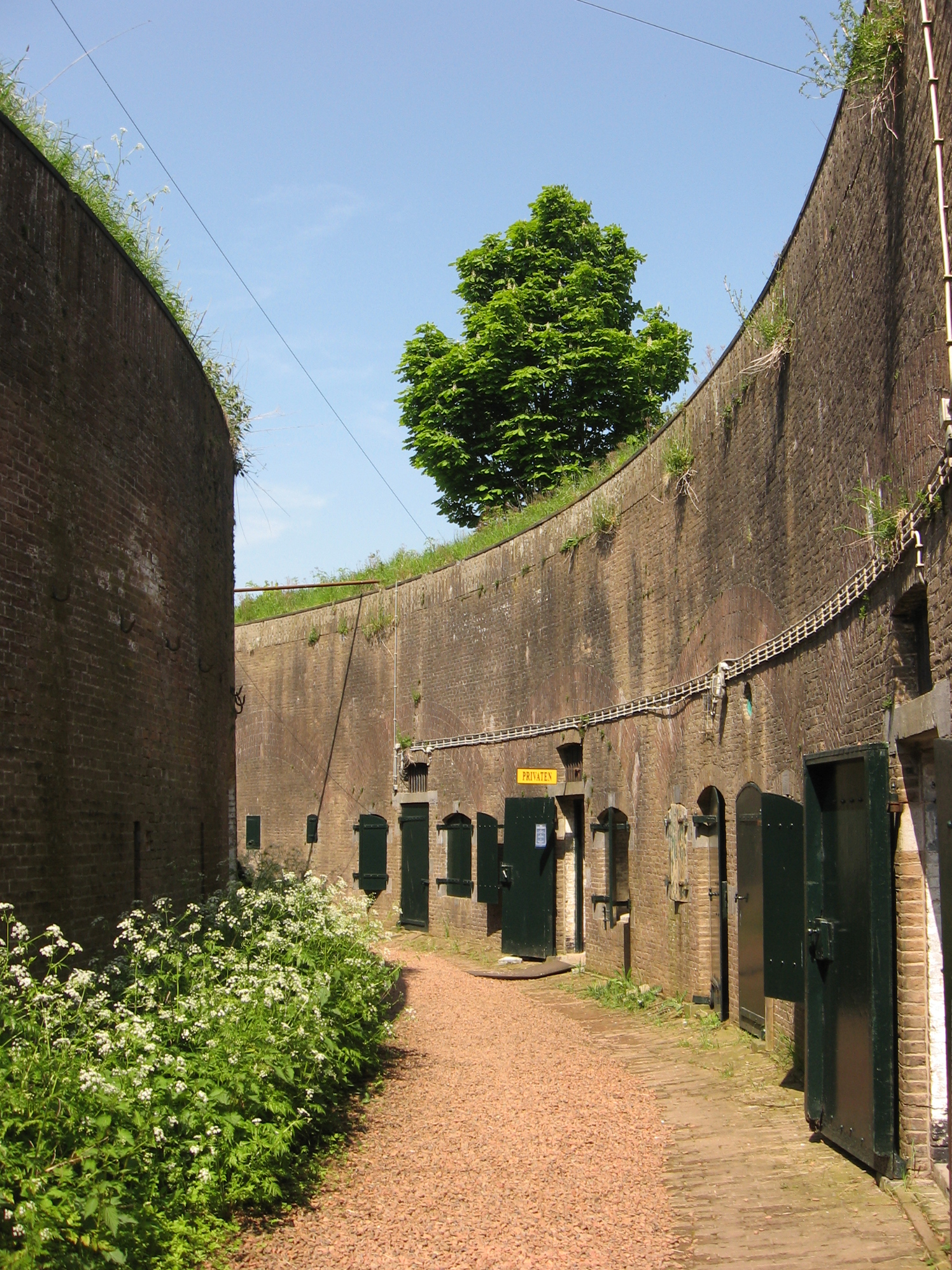
Форт Вюрен
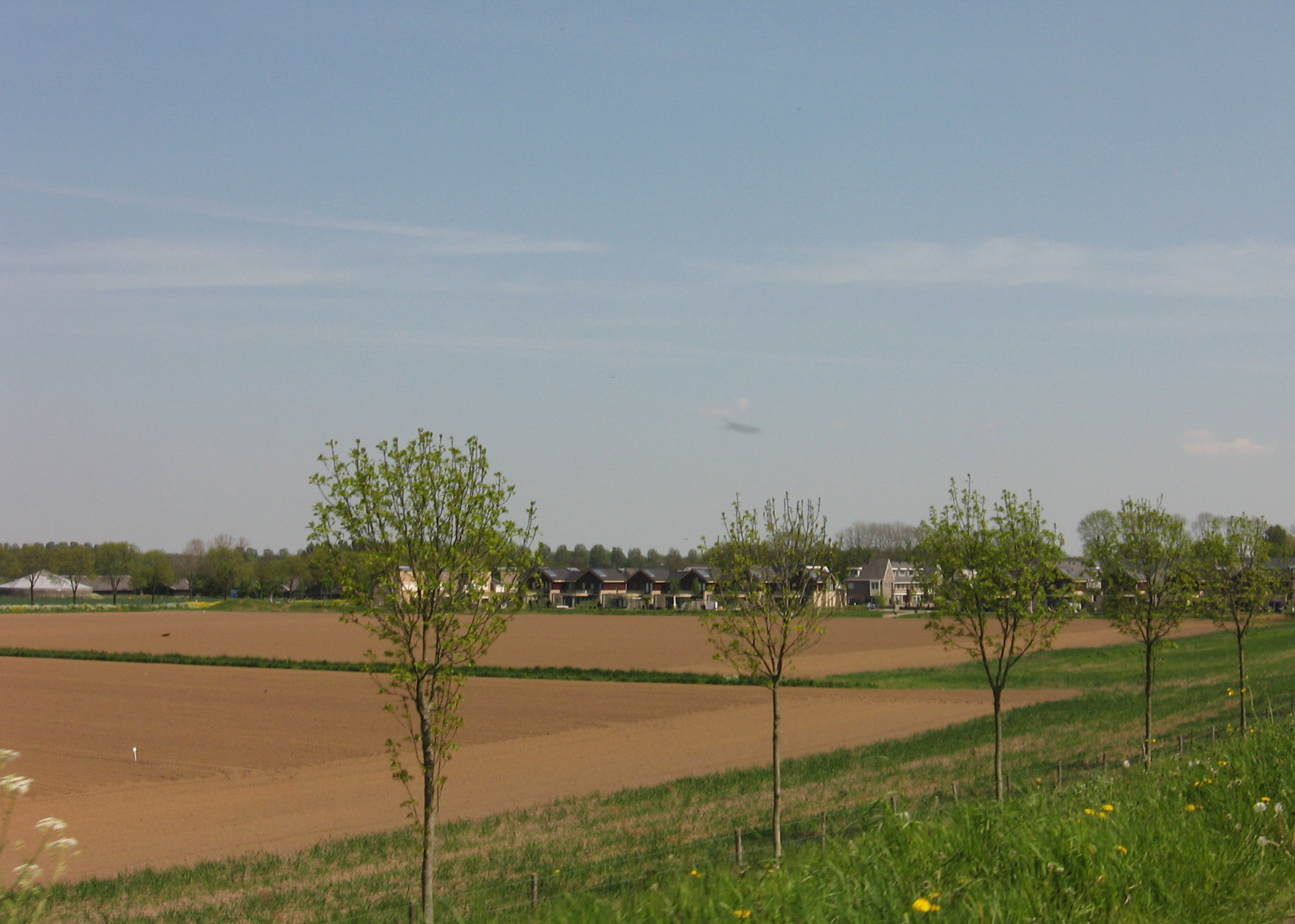
Панорама села